# 迷人醛
迷人醛（化学名：4,5-二羟基-7-甲氧基蒽醌-2-甲醛）是一种有机化合物，化学式为C16H10O6，它存在于地衣黃枝衣科的一些植物中。它可通过4,5-二羟基-7-甲氧基蒽醌-2-甲醇的氧化反应制得。

## 发现历史
1936年，淺野三千三与藤原信夫在一颗桑树上生长的拟石黄衣（Xanthoria fallax）地衣中分离出了一种黄色素，并将其命名为“fallacin”。4年后，淺野对该提取物进行分离纯化后确认其化学式为C16H10O6，并暂定其结构式。随后到了1949年，印度学者Seshadri和Subramanian在印度当地的浅黄枝衣（Teloschistes flavicans）中分离到了一种橙色物质并命名为“teloschistin”，结果发现其和淺野提出的“fallacin”结构相同
1956年，村上孝夫重新仿照浅野最初的提取方法，在除去共存物蜈蚣苔素后，发现所谓的“fallacin”实际上是两种不同的物质的混合物，确定它们结构后分别命名为“fallacinal”（迷人醛）和“fallacinol”（迷人醇）。出于两位印度学者的尊重，有时在文献中保留了“teloschistin”的称呼。